# آسبست
شهر آسبست (به روسی: Асбест) در کشور روسیه و در اوبلاست سوردلوفسک واقع شده‌است.